# Episcopia Ortodoxă Română din America

Statele și provinciile acoperite de Episcopia Ortodoxă Română din America

Episcopia Ortodoxă Română din America (în engleză Romanian Orthodox Episcopate of America) este una dintre cele trei eparhii etnice ale Bisericii Ortodoxe din America – The Orthodox Church in America (OCA) și o fostă episcopie a Bisericii Ortodoxe Române. Centrul diecezan este situat la Jackson, Michigan.
Jurisdicția sa include parohii, mănăstiri și misiuni situate în 26 de state din Statele Unite ale Americii, precum și în șase provincii din Canada – Alberta, Arizona, California, Colorado, Columbia Britanică, Connecticut, Florida, Georgia, Illinois, Indiana, Louisiana, Manitoba, Maryland, Massachusetts, Michigan, Minnesota, Missouri, New Hampshire, New Mexico, Nevada, New York, Ohio, Ontario, Oregon, Pennsylvania, Quebec, Rhode Island, Saskatchewan, Tennessee, Texas, Virginia și Washington.
Actualul episcop de Detroit și al Episcopiei Românești este Nathaniel Popp. El a fost hirotonit ca episcop de Dearborn Heights și episcop vicar al Episcopiei Românești la 15 noiembrie 1980. Episcopul Nathaniel a fost întronizat ca episcop titular al eparhiei la 17 noiembrie 1984, după retragerea arhiepiscopului Valerian Trifa. 
Nathaniel Popp a fost ridicat la rangul de arhiepiscop la 20 octombrie 1999.

## Deaneries
Eparhia este grupată geografic în opt protopopiate, fiecare dintre ele fiind formată din mai multe parohii. Fiecare protopopiat este condus de un preot parohial, cunoscut sub titlul de protopop. Protopopii coordonează activitățile parohiilor din zona sa și raportează episcopului diecezan. Protopopiatele actuale ale Episcopiei Ortodoxe Române din America sunt următoarele:
- Protopopiatul Atlanticului
- Protopopiatul Canadei de Est
- Protopopiatul Canadei de Vest
- Protopopiatul de Michigan
- Protopopiatul de Midwest
- Protopopiatul de Ohio și al Pennsylvaniei de Vest
- Protopopiatul Pacificului
- Protopopiatul de Sud